# 사망유희 (인터넷 토론)
사망유희는 정치 평론가 진중권이 변희재의 제안에 따라 벌인 인터넷 토론이다. 본래 10번에 거쳐 시행될 예정이었으나, 단 두번으로 끝났다.

## 배경
2012년 10월 19일 진중권은 시사토론에 출연해 NLL과 정수장학회에 대한 토론을 벌였다. 방송 뒤 일베저장소의 '간결'이라는 유저가 자신 블로그에 '시사토론 진중권의 거짓말 시리즈-NLL편'이라는 반박글을 실었다. 그러자 진중권은 21일 트위터에 일베를 상대로, 자신에게 100만원을 주면 일베가 고른 상대와 생중계로 TV토론을 하겠다고 했고, 얼마 뒤 '행자'라는 일베저장소 유저가 실제로 100만원을 건네며 토론이 성사되었다. 진중권과 '간결'의 토론은 진보신당의 칼라TV에서 이루어졌다. 첫 번째 주제인 노무현 NLL 발언 논란과 관련해 간결은 '노무현 대통령이 2007년 남북정상회담 비망록을 폐기하라 했다'고 주장하자 진중권은 '이명박 정부의 통일부 장관이 비밀회담은 없었다고 확인해줬다'고 답했다. 이에 간결이 '장관이 모르는 척하는 것일 수도 있다'고 하자 진중권은 '소설은 일기장에 써라'라고 했다. 두 번째 토론 주제인 정수장학회에 관해서 간결은 '정수장학회 이사장을 서울시 교육감이 임명한다'는 근거없는 주장을 하다가 진중권에게 지적을 받았다. 결과는 진중권이 압도적인 승리를 했다는 것이 중론이었으며, 토론 후 간결은 일베저장소에 '토론이 팩트 싸움이 되지 못한 것이 너무 아쉽다'는 소감을 남겼다. 진중권은 토론 조건으로 받은 100만원을 쌍용자동차 노조에 '일베 회원 일동'이라는 이름으로 기부했으며, 트위터에 '행자님께 100만원 돌려드릴 테니 이메일을 가르쳐달라'고 글을 남겼다.
이 토론의 경과를 지켜본 변희재는 진중권에게 사망유희 토론을 제안한다. 변희재와 진중권이 '사망유희' 토론을 개최하자 일베저장소는 변희재를 지지하였다.